# 弗洛伦斯 (加利福尼亚州)
弗洛伦斯（英語：Florence）是位於美國加利福尼亞州洛杉磯縣的一個非建制地區。該地的面積和人口皆未知。

## 地理
弗洛伦斯的座標為33°58′28″N 118°17′53″W / 33.97444°N 118.29806°W，而該地的平均海拔高度為44米（即144英尺）。